# Thunder Force III
Thunder Force III es un videojuego de tipo matamarcianos desarrollado por Technosoft. Es el tercer capítulo de la saga Thunder Force. Fue publicado en 1990 para la videoconsola Mega Drive, apareciendo en Japón y Estados Unidos. Durante el mismo año, fue reestructurado en un juego de arcade titulado Thunder Force AC que tuvo una conversión para Super Nintendo publicada en 1991 bajo el título Thunder Spirits.el cual no llegó a nivel gráfico que la versión de Mega Drive.
- Datos: Q1543256